# 愛比克泰德
愛比克泰德（希臘語：Επίκτητος，约50年—约135年），古罗马新斯多葛主义哲學家。他出生时可能是个奴隶身份，生在弗里吉亚的希拉波利斯（今土耳其棉堡），他早年生活在罗马，后被驱逐到希腊西北部的尼科波利斯，直至去世，他一生大部分时间都在这里度过。他的本名無從考證。後人稱呼他為ἐπίκτητος，這個詞在希臘文中有「養成的」「後天的」之意。
童年时以奴隶身份来到罗马，有一個說法稱他的主人故意打斷他的腿，亦有說法稱他自小就是跛子。后来主人放他自由。他从师于斯多葛学派教师莫索尼乌斯·鲁弗斯学习哲学，并在罗马教学，直到公元90年被罗马皇帝赶出罗马，于是他便退居于伊壁鲁斯的尼科波利斯，在那里写作和讲学，并于此处与世长辞。他学生阿利安编纂了爱比克泰德《语录》（Discourses）和《手册》（Enchiridion），从而記錄了他的思想。

## 名言
- 人們的困擾不是來自事情的本身，而是來自他們對事情的看法。
- 於順境中交朋友只需費舉手之勞；在困厄時尋找友誼簡直比登天還難。
- 不要把信仰懸掛在牆壁上。
- 我們做每一件事都應該既小心謹慎，又充滿信心。
- 假如你想做事，就得養成做事的習慣；假如你不想做事，就別去沾邊。
- 我們登上並非我們所選擇的舞台，演出並非我們所選擇的劇本。